# Barbacka (film)
Barbacka är en svensk svartvit film från 1946 i regi av Bengt Ekerot. I rollerna ses bland andra Douglas Håge, Gunnel Broström och Erik Hell.

## Om filmen
Filmen spelades in i Europafilms studio i Sundbyberg samt i Grödinge, Barkarby och i trakterna av Norrtälje under perioden 3 augusti till 8 oktober 1946. Förlaga var Majken Cullborgs roman Barbacka, som också skrev filmens manus tillsammans med Stig Almqvist. Erik Baumann och Nathan Görling komponerade originalmusiken; musik som senare också användes av bland andra Jules Sylvain. Filmen fotograferades av Harald Berglund och klipptes av Wic' Kjellin. Den premiärvisades den 18 november 1946 på biografen Saga i Stockholm. Den var 88 minuter lång och tillåten från 15 år.

## Handling
Connie Falk växer upp på ett gods och tyr sig speciellt till Gunnar, som får henne att slappna av. När Connie talar om att hon för en kväll träffat en man, Johan, blir Gunnar arg och stöter bort henne. Connie bestämmer sig då för att hämnas genom ta över Gunnars systers man, Boris, som är den som äger godset. Snart utöver Connie starkt inflytande över godsets ekonomi och på ett affärsuppdrag stöter hon åter på Johan och de inleder ett förhållande. Till slut väljer hon dock att stanna hos Boris.

## Rollista
- Douglas Håge – Edvard Falk, arrendator
- Gunnel Broström – Conny, Falks dotter
- Erik Hell	– Johan Stjärnström på Rackarbacken
- Gösta Cederlund – baron Uno Linberger, friherre på Hjulinge
- Sven Lindberg – Boris Linberger, baron Linbergers son
- Marjo Bergman – Marianne Linberger, Boris syster
- Ivar Kåge	– kyrkoherde Arvid Dahl
- Jan Erik Lindqvist – Gunnar Dahl, kyrkoherdens son
- Ulla Andreasson – Maria Dahl, Gunnars syster
- Margreth Weivers – Stina Rapp, piga
- Manetta Ryberg – friherrinnan Edna Linberger, Boris och Mariannes mor
- Signe Wirff – Hilma Dahl, Gunnars och Marias mor
- Gunnar Öhlund – stalldräng på Hjulinge
- Birger Åsander – bysmeden
- Robert Ryberg – Månsson, stationskarl

Ej krediterade
- Bo Rapp – Connys lillebror
- Berit Olsson – Connys lillasyster
- Hans Lindgren – smedpojken
- Emmy Albiin – en gumma
- John Norrman – brevbäraren
- Tage Berg	– Nilsson, lastbilschauffören
- Aurore Palmgren – Linbergers husa
- John W. Björling – man på hästmarknaden
- Ulla Akselson – Linnea, husa hos Dahls
- Uno Larsson – gammal man på hästmarknaden
- Bertil Cullborg – ej identifierad roll
- Gunnel Edlund	– ej identifierad roll